# Trofeo Indoor di Formula 1 1995
Il Trofeo Indoor di Formula 1 1995 fu la settima edizione di questa manifestazione motoristica, che tornò dopo un anno di assenza. Si tenne  il 7 e 8 dicembre 1995, presso un circuito allestito all'interno del comprensorio fieristico di Bologna, quale evento del Motor Show. La vittoria venne conquistata da Luca Badoer su Minardi-Ford Cosworth.

## Piloti e scuderie
Presero parte all'evento solo due scuderie, che iscrissero tre vetture ciascuna.
La Minardi iscrisse Luca Badoer, pilota titolare della stagione, Pierluigi Martini, che aveva corso i primi nove gran premi col  team di Faenza, e il collaudatore Giancarlo Fisichella. La Forti, che aveva fatto l'esordio in F1 nella stagione, non si presentò con Pedro Diniz e Roberto Moreno, piloti titolari del campionato ma iscrisse Andrea Montermini (che aveva disputato la stagione con la Pacific), Giovanni Lavaggi (che sempre con la Pacific aveva corso 4 gran premi) e Vittorio Zoboli, che in stagione aveva corso con le  vetture sport.

### Tabella riassuntiva
| Team                    | Costruttore | Telaio | Motore                   | Gomme | Piloti               |
| ----------------------- | ----------- | ------ | ------------------------ | ----- | -------------------- |
| Minardi Scuderia Italia | Minardi     | M195   | Ford Cosworth EDM 3.0 V8 | G     | Luca Badoer          |
| Minardi Scuderia Italia | Minardi     | M195   | Ford Cosworth EDM 3.0 V8 | G     | Giancarlo Fisichella |
| Minardi Scuderia Italia | Minardi     | M195   | Ford Cosworth EDM 3.0 V8 | G     | Pierluigi Martini    |
| Parmalat Forti Ford     | Forti       | FG01   | Ford Cosworth EDD 3.0 V8 | G     | Giovanni Lavaggi     |
| Parmalat Forti Ford     | Forti       | FG01   | Ford Cosworth EDD 3.0 V8 | G     | Andrea Montermini    |
| Parmalat Forti Ford     | Forti       | FG01   | Ford Cosworth EDD 3.0 V8 | G     | Vittorio Zoboli      |

## Gara

### Resoconto
Dopo un turno preliminare vennero eliminati Vittorio Zoboli e Giovanni Lavaggi. In una semifinale si affrontarono  due Minardi: Giancarlo Fisichella batté 2-1 Pierluigi Martini. Nell'altra Luca Badoer eliminò per 2-0 Andrea Montermini. In finale prevalse Badoer per 2-1 su Fisichella; venne disputata anche una finale per il terzo posto vinta da Martini per 2-0.

### Turno preliminare
| Pos | Pilota               | Team         | Punti |
| --- | -------------------- | ------------ | ----- |
| 1   | Giancarlo Fisichella | Minardi-Ford | 10    |
| 2   | Luca Badoer          | Minardi-Ford | 8     |
| 3   | Pierluigi Martini    | Minardi-Ford | 5     |
| 4   | Andrea Montermini    | Forti-Ford   | 4     |
| 5   | Giovanni Lavaggi     | Forti-Ford   | 3     |
| 6   | Vittorio Zoboli      | Forti-Ford   | 0     |

#### Fase a eliminazione
|  | Semifinali           | Semifinali  |   |                   | Finale               | Finale |
|  |                      |             |   |                   |                      |        |
|  |                      |             |   |                   |                      |        |
|  | Giancarlo Fisichella | 2           |   |                   |                      |        |
|  | Pierluigi Martini    | 1           |   |                   |                      |        |
|  |                      |             |   |                   |                      |        |
|  |                      |             |   |                   |                      |        |
|  |                      |             |   |                   | Giancarlo Fisichella | 1      |
|  |                      | Luca Badoer | 2 |                   |                      |        |
|  |                      |             |   |                   |                      |        |
|  |                      |             |   |                   |                      |        |
|  |                      |             |   |                   | Finale terzo posto   |        |
|  |                      |             |   |                   |                      |        |
|  | Luca Badoer          | 2           |   | Pierluigi Martini | 2                    |        |
|  | Andrea Montermini    | 0           |   |                   | Andrea Montermini    | 0      |